# Укокский ледник
Уко́кский ледни́к — долинный ледник на Алтае, в массиве Табын-Богдо-Ола.
Ледник расположен в истоках реки Акалаха. Длина его составляет 4,2 км, площадь — 7 км². Из ледника берёт начало река Укок, левый приток Акалахи.